# Izbenica
Izbenica (en serbe cyrillique : Избеница) est un village de Serbie situé dans la municipalité de Varvarin, district de Rasina. Au recensement de 2011, il comptait 494 habitants.

## Démographie
| 1948 | 1953 | 1961 | 1971 | 1981 | 1991 | 2002 | 2011 |
| ---- | ---- | ---- | ---- | ---- | ---- | ---- | ---- |
| 857  | 876  | 822  | 790  | 755  | 833  | 531  | 494  |

|  |